# Francisco J. Moreno
Francisco J. Moreno är en ort i Mexiko.   Den ligger i kommunen Manlio Fabio Altamirano och delstaten Veracruz, i den sydöstra delen av landet, 300 km öster om huvudstaden Mexico City. Francisco J. Moreno ligger 30 meter över havet och antalet invånare är 420.
Terrängen runt Francisco J. Moreno är platt. Runt Francisco J. Moreno är det ganska glesbefolkat, med 48 invånare per kvadratkilometer. Närmaste större samhälle är Veracruz, 19,9 km öster om Francisco J. Moreno. Omgivningarna runt Francisco J. Moreno är en mosaik av jordbruksmark och naturlig växtlighet.